# Susanna Rowson
Susanna Haswell, més coneguda amb el seu cognom de casada, Susanna Rowson (Portsmouth, Hampshire, 1762 - Boston, EUA, 2 de març de 1824), fou una actriu de teatre, educadora, poeta i escriptora estatunidenca, anglesa de naixement, coneguda per ser l'autora de Charlotte Temple, el primer best-seller nord-americà i un dels més permanents, ja que es va mantenir com la novel·la més popular als Estats Units fins a la publicació de La cabana de l'oncle Tom, de Harriet Beecher Stowe, editada el 1852.